# Chuyến bay 691 của Yeti Airlines
Chuyến bay 691 của Yeti Airlines là một chuyến bay chở khách nội địa theo lịch trình từ Kathmandu đến Pokhara ở Nepal. Vào ngày 15 tháng 1 năm 2023, chiếc máy bay ATR 72 do Yeti Airlines vận hành, khai thác tuyến đường trên đã bị rơi khi hạ cánh xuống Pokhara khiến tất cả 72 người trên máy bay tử vong. Đây là vụ tai nạn chết người nhất liên quan đến ATR 72.

## Sự cố
Chuyến bay cất cánh từ Sân bay quốc tế Tribhuvan ở Kathmandu vào lúc 10:33 sáng theo giờ Nepal. Sau đó, nó đã bị rơi bên bờ sông Seti Gandaki khi đang ở trong giai đoạn hạ cánh. Một đoạn video được quay từ mặt đất cho thấy chiếc máy bay lao sang bên trái trước khi đâm xuống đất. Một video khác được một hành khách trên máy bay phát trực tiếp trên Facebook trước và trong vụ tai nạn cho thấy hành khách không biết về sự cố cho đến vài giây trước vụ tai nạn.
Vụ tai nạn xảy ra giữa Sân bay Pokhara cũ và Sân bay quốc tế Pokhara mới vừa được khai trương 2 tuần trước đó, đây cũng nơi là chiếc máy bay đang hạ xuống. Vụ tai nạn đã khiến toàn bộ 72 người trên máy bay thiệt mạng. Sự cố này được xem là vụ tai nạn hàng không tồi tệ nhất ở Nepal kể từ vụ tai nạn của chuyến bay 268 của Pakistan International Airlines vào năm 1992.
Theo một quan chức tại sân bay quốc tế Pokhara, kiểm soát không lưu đã cho phép chuyến bay hạ cánh xuống đường băng 30 hướng từ đông sang tây, nhưng cơ trưởng đã yêu cầu đường băng ngược lại 12 hướng từ tây sang đông, vài phút trước khi vụ tai nạn xảy ra. Người phát ngôn của Cơ quan Hàng không Dân dụng Nepal cho biết: "Thời tiết trong lành; theo thông tin sơ bộ, nguyên nhân vụ tai nạn là do sự cố kỹ thuật của máy bay".

## Phi cơ
Chiếc máy bay liên quan đến vụ tai nạn là một chiếc ATR 72–500 hai động cơ phản lực cánh quạt, 15 năm tuổi, với số sê-ri 754 và số đăng ký 9N-ANC. Lần đầu tiên hoạt động, nó đã được giao cho Kingfisher Airlines với tên VT-KAJ vào năm 2007. Đến năm 2013, chiếc máy bay được chuyển giao cho Nok Air với tên HS-DRD trước khi thuộc về Yeti Airlines vào năm 2019.

## Nạn nhân
Trên máy bay tổng cộng có 72 người với 68 hành khách và 4 thành viên phi hành đoàn. Trong số đó có 37 nam, 25 nữ và 6 trẻ em bao gồm 3 trẻ trong số đó là trẻ sơ sinh.

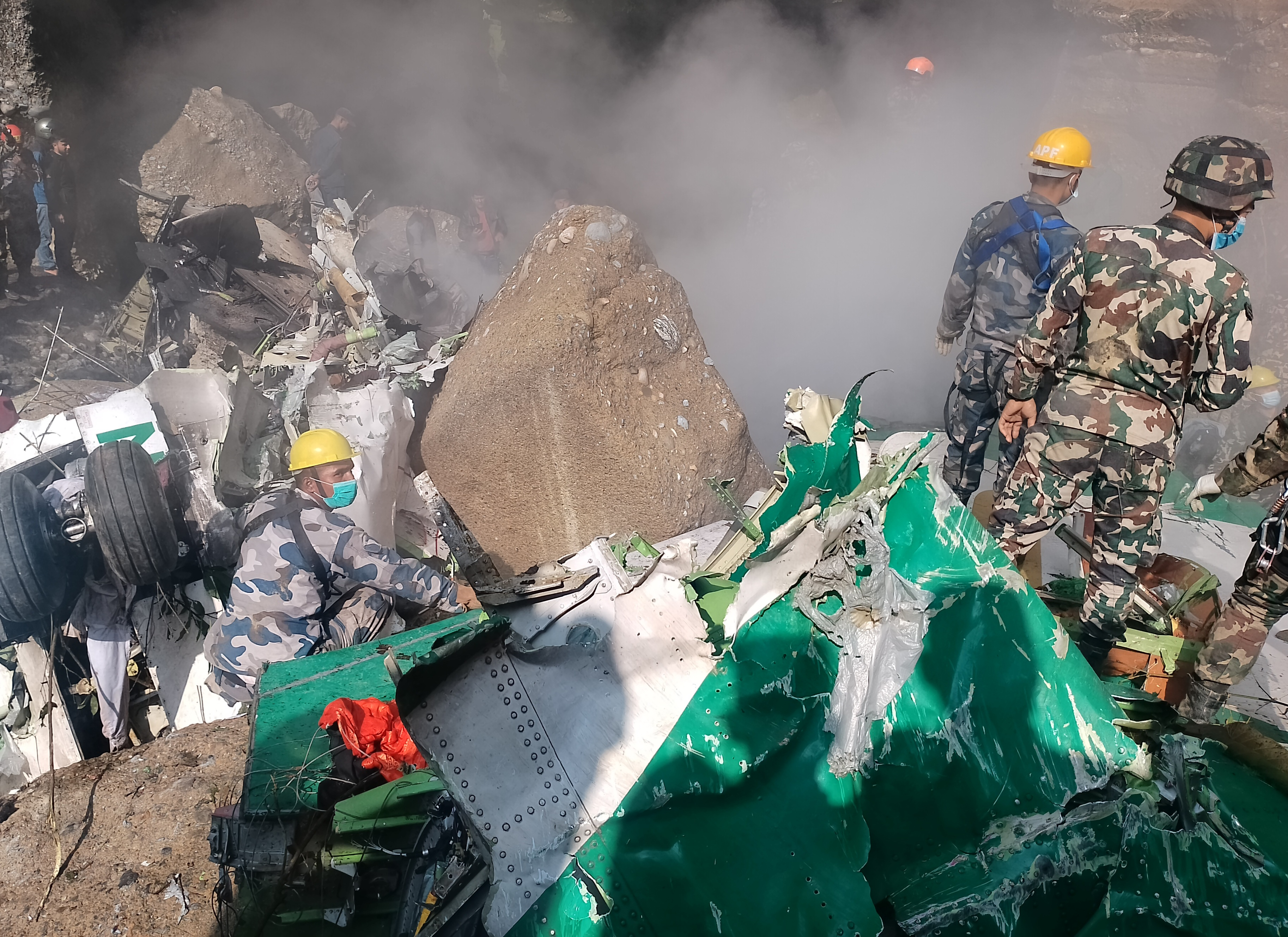
Quân đội, cảnh sát và các đội cứu hộ Nepal tại hiện trường vụ tai nạn.

Máy bay được điều khiển bởi cơ trưởng Kamal KC với Anju Khatiwada là phi cơ phó. Chồng của Khatiwada là Dipak Pokhrel, người cũng làm việc cho Yeti Airlines đã tử vong trong vụ tai nạn chuyến bay Twin Otter của hãng vào năm 2006. Nếu như chuyến bay này thành công, Khatiwada sẽ đủ điều kiện trở thành cơ trưởng.
| Quốc tịch      | Nạn nhân | Phi hành đoàn | Tổng cộng | Ref.   |
| -------------- | -------- | ------------- | --------- | ------ |
| Nepal          | 53       | 4             | 57        | [ 23 ] |
| Ấn Độ          | 5        | 0             | 5         | [ 24 ] |
| Nga            | 4        | 0             | 4         | [ 25 ] |
| Hàn Quốc       | 2        | 0             | 2         | [ 26 ] |
| Argentina      | 1        | 0             | 1         | [ 27 ] |
| Australia      | 1        | 0             | 1         | [ 28 ] |
| Pháp           | 1        | 0             | 1         | [ 29 ] |
| Vương quốc Anh | 1        | 0             | 1         | [ 30 ] |
| Tổng           | 68       | 4             | 72        |        |

Bộ Ngoại giao Hoa Kỳ đã thông tin hai công dân Hoa Kỳ đã chết trong vụ tai nạn, mặc dù chính quyền Nepal không báo cáo bất kỳ cái chết nào của công dân nước này.

## Hậu quả
Sân bay đã tạm thời bị đóng cửa khi các nhà chức trách tiến hành công tác cứu hộ. Chính phủ Nepal cũng đã triệu tập một cuộc họp nội các khẩn cấp sau vụ tai nạn. Thủ tướng Pushpa Kamal Dahal cho biết ông vô cùng đau buồn trước vụ tai nạn thương tâm. Bộ trưởng Bộ Hàng không Dân dụng Ấn Độ Jyotiraditya Scindia sau đó cũng đã gửi lời chia buồn.
Văn phòng Thủ tướng tuyên bố ngày 16 tháng 1 là ngày quốc tang ở Nepal để chia buồn với những người thiệt mạng trong vụ tai nạn. Quốc kỳ của Nepal cũng đã được treo rủ. Yeti Airlines đã hủy tất cả các chuyến bay thường lệ dự kiến vào ngày 16 tháng 1.

## Quá trình điều tra
Vụ tai nạn sẽ được điều tra bởi một nhóm gồm 5 thành viên do chính phủ ủy nhiệm, với sự tham gia của Cục Điều tra và Phân tích An toàn Hàng không Dân dụng (BEA) của Pháp. Amit Singh, một phi công giàu kinh nghiệm và là người sáng lập Tổ chức Các vấn đề An toàn của Ấn Độ đã suy đoán dựa trên đoạn video phát trực tiếp trên điện thoại thông minh, được thực hiện ngay trước và trong khi vụ tai nạn, cho thấy mũi máy bay nhô cao đáng kể, trước khi cánh trái đột ngột hạ xuống và máy bay có khả năng bị mất tầm nhìn, giống như hiện tượng thất tốc. Vào ngày 16 tháng 1, máy ghi dữ liệu chuyến bay và máy ghi âm buồng lái đều được tìm thấy trong tình trạng tốt.